# Flemingia pauciflora
Flemingia pauciflora är en ärtväxtart som beskrevs av George Bentham. Flemingia pauciflora ingår i släktet Flemingia och familjen ärtväxter. Inga underarter finns listade i Catalogue of Life.